# Lasy Ościsłowskie
Lasy Ościsłowskie – kompleks leśny położony w województwie mazowieckim, na Wysoczyźnie Ciechanowskiej na północ, północny zachód i zachód od wsi Ościsłowo.
Drzewostany sosnowe z partiami starodrzewu i mieszane, lasy przecina droga krajowa nr. 60. Przy niej 3 km. na zachód od Ościsłowa pomnik ofiar hitleryzmu, ok. 200 metrów na południe od pomnika cmentarz w lesie, gdzie pochowano kilkuset więźniów ciechanowskiego gestapo. 500 metrów na północny zachód od pomnika cmentarz ok. 1700 osób, głównie chorych i kalek rozstrzelanych przez hitlerowców 20 lutego 1940